# Міномоні (Вісконсин)
Міномоні (англ. Menomonie) — місто (англ. city) в США, в окрузі Данн штату Вісконсин. Населення — 16 843 особи (2020).

## Географія
Міномоні розташоване за координатами 44°53′21″ пн. ш. 91°54′34″ зх. д. / 44.88917° пн. ш. 91.90944° зх. д. (44.889200, -91.909570).  За даними Бюро перепису населення США в 2010 році місто мало площу 40,06 км², з яких 35,45 км² — суходіл та 4,61 км² — водойми.

## Демографія
Згідно з переписом 2010 року, у місті мешкали 16 264 особи в 5743 домогосподарствах у складі 2455 родин. Густота населення становила 406 осіб/км².  Було 6234 помешкання (156/км²).
Расовий склад населення:
| - 91,9 % — білих - 4,2 % — азіатів - 0,8 % — чорних або афроамериканців - 0,5 % — корінних американців |

До двох чи більше рас належало 1,9 %. Частка іспаномовних становила 1,7 % від усіх жителів.
За віковим діапазоном населення розподілялося таким чином: 13,4 % — особи молодші 18 років, 75,6 % — особи у віці 18—64 років, 11,0 % — особи у віці 65 років та старші. Медіана віку мешканця становила 23,4 року. На 100 осіб жіночої статі у місті припадало 98,1 чоловіків;  на 100 жінок у віці від 18 років та старших — 97,2 чоловіків також старших 18 років.
Середній дохід на одне домашнє господарство  становив 52 280 доларів США (медіана — 36 039), а середній дохід на одну сім'ю — 71 493 долари (медіана — 59 306). Медіана доходів становила 37 774 долари для чоловіків та 30 871 долар для жінок. За межею бідності перебувало 28,9 % осіб, у тому числі 23,2 % дітей у віці до 18 років та 8,1 % осіб у віці 65 років та старших.
Цивільне працевлаштоване населення становило 8251 особа. Основні галузі зайнятості: освіта, охорона здоров'я та соціальна допомога — 29,2 %, мистецтво, розваги та відпочинок — 15,9 %, роздрібна торгівля — 14,9 %.